# Dominico Constantino de Löwenstein-Wertheim-Rochefort
El Príncipe Dominico Constantino de Löwenstein-Wertheim-Rochefort (16 de mayo de 1762 - 18 de abril de 1814) fue el cuarto y último príncipe reinante de Rochefort de la Casa de Löwenstein-Wertheim.

## Biografía
Nació en Nancy como el tercer vástago y primer hijo varón de Teodoro Alejandro de Löwenstein-Wertheim-Rochefort (1722-1780), el séptimo hijo del Príncipe Dominico Marquard de Löwenstein-Wertheim-Rochefort (1690-1735), y su esposa la Condesa Luisa de Leiningen-Dachsburg-Hartenburg (1735-1805).
Fue bautizado el mismo día de su nacimiento, en la iglesia parroquian de San Rocco en Nancy. Creció en Estrasburgo, donde asistió a la escuela militar. En Fulda, empezó sus estudios bajo la supervisión de un tutor, y como era previsible que sería el sucesor de su tío Carlos Tomás, se instaló en Wertheim en 1783.

## Matrimonio e hijos
El 5 de mayo de 1780 contrajo matrimonio en Nancy con Leopoldina de Hohenlohe-Bartenstein, con quien tuvo siete hijos:
- Luisa Josefa de Löwenstein-Wertheim-Rochefort (1781-1785)
- Cristiana Enriqueta Polixena de Löwenstein-Wertheim-Rosenberg (1782-1811), desposó el 25 de julio de 1805 a Franz Thaddaus, 2º Príncipe de Waldburg zu Zeil und Trauchburg
- Carlos Tomás de Löwenstein-Wertheim-Rosenberg (1783-1849), desposó en 1799 a la condesa Sofía de Windisch-Grätz
- Josefa Luisa de Löwenstein-Wertheim-Rochefort (1784-1789)
- Constantino Luis Carlos Francisco de Löwenstein-Wertheim-Rosenberg (1786-1844), desposó a su sobrina Leopoldina, la hija de su hermano Carlos Tomás
- Luisa Cristiana Carlota de Löwenstein-Wertheim-Rochefort (1788-1799)
- Guillermo Teodoro Luis Constantino de Löwenstein-Wertheim-Rosenberg (1795-1838), desposó morganáticamente en 1833 a Émilie David, creada por el Gran Duque Luis II de Hesse en 1838, baronesa von Habitzheim; no tuvieron descendencia.

Después de la muerte de su primera esposa, contrajo matrimonio con la condesa Marie Kreszentia de Königsegg-Rothenfels, con quien tuvo tres hijos:
- Augusto Crisostomo Carlos de Löwenstein-Wertheim-Rosenberg (1808-1874), soltero
- Maximiliano Francisco de Löwenstein-Wertheim-Rosenberg (1810-1884), soltero
- María Josefina Sofía de Löwenstein-Wertheim-Rosenberg (1814-1876), desposó en un principio en 1841 al príncipe Francisco José de Salm-Salm con quien tuvo una hija, y después de la muerte de su marido desposó en 1845 al Príncipe Carlos de Solms-Braunfels, hijo del Príncipe Federico Guillermo de Solms-Braunfels y de Federica de Mecklemburgo-Strelitz.